# Ben Whitehead
Benjamin "Ben" Whitehead, född 15 maj 1977 i London, är en brittisk skådespelare. Han är sedan år 2012 den officiella rösten till karaktären Wallace, i Wallace och Gromit-serien. Han ersätter därmed dess originalskådespelare Peter Sallis, som innehade denna röstroll från starten år 1989, tills det att han gick i pension år 2010.

## Filmografi (i urval)
- 2005 – Wallace & Gromit: Varulvskaninens förbannelse (röst)
- 2008 – Wallace & Gromit: En strid på liv och bröd (röst)
- 2012 – Piraterna! (röst)
- 2018 – Grottmannen Dug (röst)
- 2024 – Wallace & Gromit: Vengeance Most Fowl (röst)

### Spel
- 2005 – Wallace & Gromit: The Curse of the Were-Rabbit (röst)
- 2009 – Wallace & Gromit's Grand Adventures (röst)
- 2015 – Anno 2205 (röst)
- 2016 – Shadow Tactics: Blades of the Shogun (röst)
- 2017 – Ken Follett's The Pillars of the Earth (röst)
- 2019 – Trine 4: The Nightmare Prince (röst)
- 2020 – Total War Saga: Troy (röst)
- 2021 – Sherlock Holmes Chapter One (röst)